# Vanilla hamata
Vanilla hamata là một loài thực vật có hoa trong họ Lan. Loài này được Klotzsch miêu tả khoa học đầu tiên năm 1846.